# 膛室

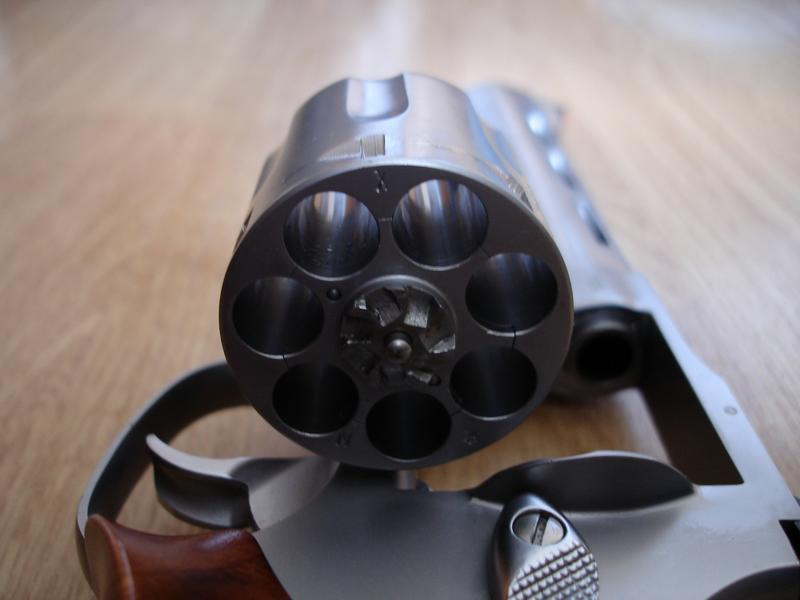
圖為金牛座追蹤者627左輪手槍的彈巢，它除了用以供彈之外，亦具有膛室功能。

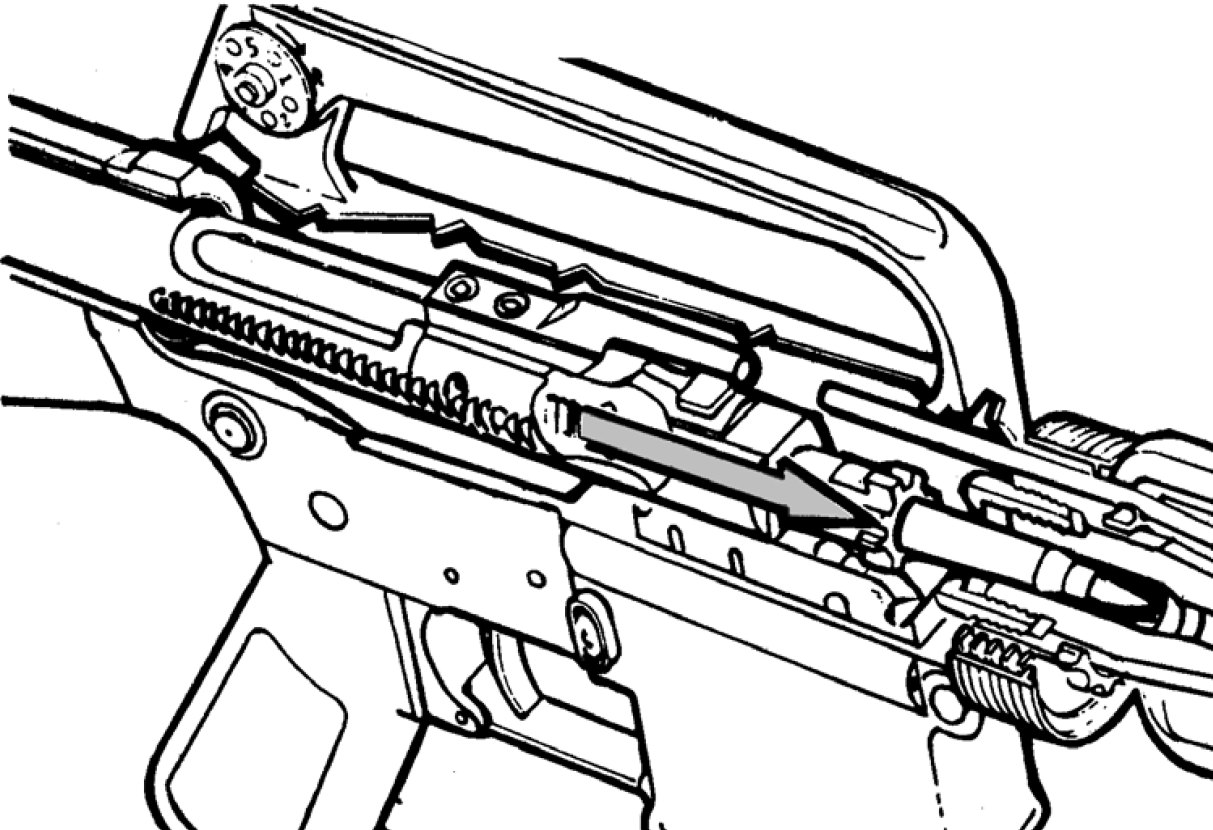
M16步槍的槍機將子彈推至膛室內。

膛室（英語：Chamber），也称弹膛，是枪械中子弹在击发之前被插入待发的部位。绝大多数枪械中，膛室与枪管为一体，在枪管的后部，其后方开口称为后膛（breech）；但在左轮手枪中，膛室与枪管分离，是弹巢的一部分，多个膛室随着弹巢的旋转依次与枪管对齐。在火炮中，炮弹和推进药通常是分开的，而药包占据了膛室大部分空间，因此膛室也被稱為“藥室”。膛室的形状尺寸通常与其所用弹药的弹壳相符，分为室体（body）、室肩（shoulder）和室颈（neck）几部分。
将子弹装填送入膛室内部待发的行为就是俗称的“上膛”（loading the chamber，简称chambering），不管是手動还是通過槍機（例如：手動槍機、槓桿式、泵動式或是氣動式、後座作用等自動操作方式）操作完成。从膛室中取出发射后剩余弹壳的行为就是俗称的“退膛”（emptying/unloading the chamber）或“退弹”（extraction）。
膛室往往存在不同形式、不同用途的刻槽。縱向槽（與槍口方向一致）的作用是減小抽殼阻力（防止“吸殼”或拉斷彈殼），提高武器可靠性。而橫向槽與螺旋槽則是提高抽殼阻力（彈殼膨脹卡入槽內所以阻力變大），目的是降低對槍機的壓力，降低槍機運行速度和射速（“提高槍機虛擬質量”），多見於較小型（緊湊）武器改用更大威力彈藥的方案（比如許多使用增強型馬卡洛夫手槍彈的武器如PMM手槍和Klin衝鋒槍均有此設計）。發射前，必須要將膛室閉鎖且保證清潔，以免在閉鎖不完全以下擊發造成膛炸意外。
在槍械設計或修改後，武器裝填的彈藥需要與該特定的口徑或子彈相配，所以柯爾特M1911裝填的彈藥為.45 ACP或.38超級彈，或重置膛室為.38/.45 Clerke。